# Обрич, Нада
Нада Обрич (серб. Нада Обрић, родилась 6 июня 1948 в Зворнике) — югославская сербская певица, исполнительница народной музыки.

## Биография
Окончила школу в родном Зворнике, занималась гимнастикой и победила на чемпионате СР Боснии и Герцеговины. Получила высшее образование в Сараево, работала юристом в общине Центр в Сараево. В 1971 году по предложению композитора Дамьяна Бабича записала пластинку с народными песнями «Neću da plačem» (серб. Я не буду плакать), которую выпустила компания «Jugoton». В 1979 году вышла долгоиграющая пластинка «Не дозволи да те друга воли» (серб. Не позволяй, чтоб тебя полюбила другая), которая обрела статус, равноценный «платиновому альбому» на Западе, и вошла в список 10 лучших песен года. В выпуске пластинки свою роль сыграли Дамьян Бабич и его коллега Благое Кошанин.
Через два года Обрич издала ещё второй альбом, песня «Dugo te dugo očekujem» (серб. Долго, долго тебя жду) с которого стала хитом. Между Надой стал выбор — сделать карьеру в правоведении или стать певицей, и она предпочла второе. В сентябре 1986 года она переехала из Сараево в Белград. Успех ей пришёл благодаря песням под аранжировку аккордеониста Драгана «Босанца» Стойковича, а в 1986 году она записала песню «Šta će nama šoferima kuća» (серб. Что для нас, шофёров, дом) с идолом молодёжи Югославии Сашей Лосичем. С этой песней Нада выступала на концертах группы «Плави оркестар».
Нада Обрич выступала четыре раза на фестивале в Илидже, один раз на фестивале «Вогошча» в Сараево в 1988 году и в 1992 году на «Хит парада», а в 1996 году завоевала Гран-при фестиваля МЕСАМ. В 1996 году у Нады врачи обнаружили рак, однако певица сумела побороть болезнь и выпустить в 2001 году новый альбом «Тако је живот хтео» (серб. Так хотела жить). Она была некоторое время владелицей салона красоты «No. 1» в Белграде. С 2004 года работает телеведущей передач «Свет успешних» и «Звездана стаза». Есть четверо детей: Итана, Саша, Майя, Сашка. Итана унаследовала талант матери к пению, но работает врачом. Она является лауреатом Хартии за выдающийся вклад в развитие эстрадной музыки Независимого союза артистов эстрады и исполнителей Сербии и Союза артистов эстрады Сербии в 2016 году, а также премии Сербии в области эстрадной музыки. 

## Выступления на фестивалях
- 1977, Илиджа — Gdje se dvoje vole, suvišan je treći
- 1978, Илиджа — Noćas za tebe pjevam
- 1979, Илиджа — Uzalud se tebi nadam
- 1980, Илиджа — Pusti me na miru da svoj život živim
- 1988, Вогошча, Сараево'88 — Nadam se
- 1992, Хит парада — Osvajaš me lako

## Дискография

### Синглы
- Neću da plačem (1971)
- Uzalud te tražim (1972)
- Pjesmom te zovem (1973)
- Ne idi drugoj ženi (1974)
- Noćas hoću da sam tvoja (1974)
- Ljubavi zovem te (1975)
- Gde se dvoje vole suvišan je treći (1977)
- Ja te čekam danima (1977)
- Svoga srca ja sam gospodar (1978)
- Duša me boli još tebe vidim (1979)
- Ti si ljubav moja (1979)
- Kolo igra kod komšije (1980)
- Ljubav (1980)
- 700 dana bolujem (1988)

### Альбомы
- Neću drugu ljubav (1972)
- Pjesmom te zovem (1977)
- Pjevaj Nado veselo (1979)
- Kolo igra kod komšije (1980)
- Ne dozvoli da te druga voli (1981)
- Pogledaj me ti u oči (1982)
- Čuvaj me (1983)
- Nije lako bez tebe (1984)
- Suze ljubavi (1986)
- Sad mi trebaš (1988)
- Kad ću sama (1989)
- Oprosti mi suzu (1991)
- Ozdravilo srce moje (1994)
- Tako je život hteo (2001)

### Сборники
- Najljepše pjesme (1987)
- Došlo vreme (1997)
- Zvijezde zauvijek (2008)
- Najveći hitovi (2009)